# Leo Borchard
Leo Borchard. Originàriament rus: Лев Львович Боргард (Moscou, Imperi rus, 31 de març de 1899 - Berlín (Alemanya), 23 d'agost, 1945), va ser un director d'orquestra rus-alemany. L'estiu de 1945 va dirigir la Filharmònica de Berlín durant dos mesos.

## Biografia
Nascut en una família alemanya a Moscou. Va rebre la seva educació musical a Sant Petersburg. A partir de 1920 va viure a Alemanya, va estudiar amb Eduard Erdman i Hermann Scherchen. Va ser l'assistent d'Otto Klemperer a l'"Òpera Kroll". El 1930 va substituir Hermann Scherchen als comandaments de l'Orquestra de la Ràdio de Prússia Oriental. Era considerat un expert en el repertori rus, així com en les obres de Bach i Beethoven. Va debutar amb l'Orquestra Filharmònica de Berlín el 1933. Va ser amic del compositor Boris Blyakher, va escriure el llibret de l'oratori de Blyakher "El gran inquisidor" (basat en Dostoievski).
Durant la Segona Guerra Mundial, va participar en el moviment de Resistència sota el pseudònim d'Andrik Krasnov;
juntament amb la periodista Ruth Andreas-Friedrich, amb qui va viure en un matrimoni civil, va dirigir el grup clandestí "Oncle Emil" (en alemany: Onkel Emil). En aquest moviment, el 26 de maig de 1945, va dirigir el primer concert de l'Orquestra Filharmònica de Berlín després de l'alliberament d'Alemanya del nazisme, i va interpretar la Simfonia núm. 4 de Txaikovski. Una setmana més tard, per decisió del magistrat de Berlín, va ser aprovat com a director musical de l'orquestra. Borchardt va aconseguir celebrar 22 concerts. Després de l'últim d'ells, el cotxe en què viatjava, a causa d'un malentès, va passar pel senyal de prohibició d'un lloc militar nord-americà i va ser tirotejat, i Borchard va morir.
Les notes de Borchard fetes els anys 1934-35 i 1945 han sobreviscut. Compilat a partir d'obres de Weber, Txaikovski i Glazunov, l'àlbum es va publicar en els temps moderns. El 1990, una escola de música de Berlín va rebre el nom de Borchard.